# Claude-François Vignon
Pour l’article homonyme, voir Vignon.
Ne doit pas être confondu avec Claude Vignon.
Claude-François Vignon, né le 4 octobre 1633 à Paris  et y décédé le 27 février 1703, est un peintre français.

## Biographie
Claude-François Vignon est admis à l'Académie royale de peinture en 1663. 
Il peint le May de Notre-Dame de 1668 Saint Barthélemy guérissant la file du roi d'Arménie, œuvre perdue.
À sa mort, en 1703, il est inhumé dans l'église de sa paroisse Saint-Nicolas-des-Champs, à Paris.

## Collections publiques
- Paris, musée du Louvre : Hercule terrassant le Vice et l'Ignorance en présence de Minerve, 1667, huile sur toile ;
- Versailles, château de Versailles :
  - Esclaves enchaînés et trophées d'armes, vers 1672, plafond de l'antichambre de la reine dans ses grands appartements ;
  - L'Espagne et la Hollande, vers 1672, panneau est de l'antichambre de la reine dans ses grands appartements ;
  - Bellone, déesse des combats, brûle avec un flambeau le visage de Cybèle et fait fuir l'Amour dans les cieux, vers 1672, antichambre du grand couvert de la reine dans les grands appartements[2] ;
  - Mars assis sur son char tiré par des loups et couronné par la Victoire, vers 1672, plafond de l'antichambre des grands appartements de la reine, remplacée par une copie de Testelin d'après un tableau de Le Brun : La Famille de Darius au pied d'Alexandre, avant 1695 ;
  - Rodogune à sa toilette, vers 1680, voussure ouest de l'antichambre de la reine.